# Karmaliukove, Jmerînka
Karmaliukove (în ucraineană Кармалюкове) este localitatea de reședință a comunei Karmaliukove din raionul Jmerînka, regiunea Vinnița, Ucraina.

## Demografie
Componența lingvistică a localității Karmaliukove
     Ucraineană (98,5%)
     Rusă (1,5%)
Conform recensământului din 2001, majoritatea populației localității Karmaliukove era vorbitoare de ucraineană (98,5%), existând în minoritate și vorbitori de rusă (1,5%).